# Equalizzazione dell'istogramma

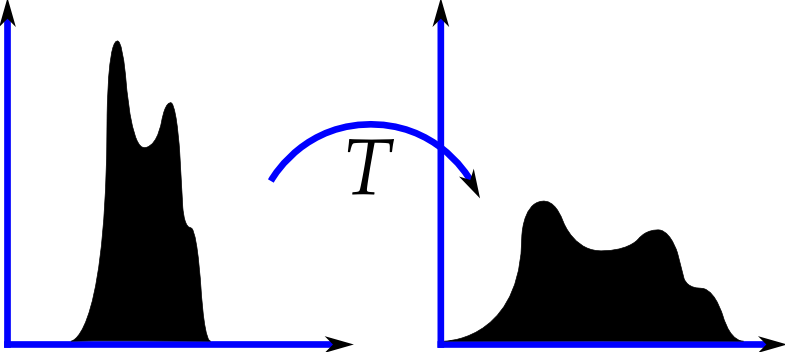

L'equalizzazione dell'istogramma è un metodo di elaborazione digitale delle immagini con cui si può calibrare il contrasto usando l'istogramma dell'immagine.

## Descrizione
Questo metodo di solito incrementa il contrasto globale di molte immagini, specialmente quando i dati usabili dell'immagine sono rappresentati da valori di intensità molto vicini. Attraverso questo adattamento, le intensità possono essere meglio distribuite sull'istogramma. Questo permette per le aree a basso contrasto locale di ottenere un più alto contrasto. L'equalizzazione dell'istogramma ottiene ciò spalmando la maggior parte dei valori di intensità frequente. L'idea è di rendere l'istogramma di un'immagine il più uniforme possibile, poiché la distribuzione uniforme è quella che garantisce il miglior contrasto (ho la massima varietà di livelli di grigio).

## Esempi

### Immagine piccola
La seguente sottoimmagine 8x8, usata in JPEG, in una scala di grigi ha i seguenti valori:
{\displaystyle {\begin{bmatrix}52&55&61&66&70&61&64&73\\63&59&55&90&109&85&69&72\\62&59&68&113&144&104&66&73\\63&58&71&122&154&106&70&69\\67&61&68&104&126&88&68&70\\79&65&60&70&77&68&58&75\\85&71&64&59&55&61&65&83\\87&79&69&68&65&76&78&94\end{bmatrix}}}
L'istogramma per questa immagine è mostrato nella tabella seguente. I valori dei pixel con valore zero sono esclusi per brevità.
| Value | Count | Value | Count | Value | Count | Value | Count | Value | Count |
| ----- | ----- | ----- | ----- | ----- | ----- | ----- | ----- | ----- | ----- |
| 52    | 1     | 64    | 2     | 72    | 1     | 85    | 2     | 113   | 1     |
| 55    | 3     | 65    | 3     | 73    | 2     | 87    | 1     | 122   | 1     |
| 58    | 2     | 66    | 2     | 75    | 1     | 88    | 1     | 126   | 1     |
| 59    | 3     | 67    | 1     | 76    | 1     | 90    | 1     | 144   | 1     |
| 60    | 1     | 68    | 5     | 77    | 1     | 94    | 1     | 154   | 1     |
| 61    | 4     | 69    | 3     | 78    | 1     | 104   | 2     |       |       |
| 62    | 1     | 70    | 4     | 79    | 2     | 106   | 1     |       |       |
| 63    | 2     | 71    | 2     | 83    | 1     | 109   | 1     |       |       |
La funzione di distribuzione cumulativa (cdf) è mostrata sotto. Nuovamente, i valori dei pixel che non contribuiscono all'incremento della cdf sono esclusi per brevità.
| Value | cdf | cdf, scaled |
| ----- | --- | ----------- |
| 52    | 1   | 0           |
| 55    | 4   | 12          |
| 58    | 6   | 20          |
| 59    | 9   | 32          |
| 60    | 10  | 36          |
| 61    | 14  | 53          |
| 62    | 15  | 57          |
| 63    | 17  | 65          |
| 64    | 19  | 73          |
| 65    | 22  | 85          |
| 66    | 24  | 93          |
| 67    | 25  | 97          |
| 68    | 30  | 117         |
| 69    | 33  | 130         |
| 70    | 37  | 146         |
| 71    | 39  | 154         |
| 72    | 40  | 158         |
| 73    | 42  | 166         |
| 75    | 43  | 170         |
| 76    | 44  | 174         |
| 77    | 45  | 178         |
| 78    | 46  | 182         |
| 79    | 48  | 190         |
| 83    | 49  | 194         |
| 85    | 51  | 202         |
| 87    | 52  | 206         |
| 88    | 53  | 210         |
| 90    | 54  | 215         |
| 94    | 55  | 219         |
| 104   | 57  | 227         |
| 106   | 58  | 231         |
| 109   | 59  | 235         |
| 113   | 60  | 239         |
| 122   | 61  | 243         |
| 126   | 62  | 247         |
| 144   | 63  | 251         |
| 154   | 64  | 255         |
Questa funzione mostra il valore minimo nella sottoimmagine corrispondente a 52 e il valore massimo è 154. La  funzione di distribuzione cumulativa di 64 per un valore di 154 coincide con il numero di pixel nell'immagine. La funzione di distribuzione cumulativa deve essere normalizzata a {\displaystyle [0,255]}. La formula dell'equalizzazione dell'istogramma generale è:
{\displaystyle h(v)=\mathrm {round} \left({\frac {cdf(v)-cdf_{min}}{(M\times N)-1}}\times (L-1)\right)}
Dove la cdfmin ha un valore minimo non-zero della funzione di distribuzione cumulativa (nel caso 1) M*N dà un numero di pixel dell'immagine (per esempio sopra 64), dove M è l'ampiezza ed N l'altezza= e L è il numero di livelli di grigio usati (nella maggior parte dei casi, come questo, 256). La formula di equalizzazione per questo esempio particolare è:
{\displaystyle h(v)=\mathrm {round} \left({\frac {cdf(v)-1}{63}}\times 255\right)}
Per esempio, la cdf di 78 è 46.  (Il valore di 78 è usato nell'ultima riga della settima colonna).  Il valore normalizzato diventa:
{\displaystyle h(78)=\mathrm {round} \left({\frac {46-1}{63}}\times 255\right)=\mathrm {round} \left(0.714286\times 255\right)=182}
Una volta che questo è fatto i valori dell'immagine equalizzata sono direttamente presi dalla cdf normalizzata per produrre i valori equalizzati:
{\displaystyle {\begin{bmatrix}0&12&53&93&146&53&73&166\\65&32&12&215&235&202&130&158\\57&32&117&239&251&227&93&166\\65&20&154&243&255&231&146&130\\97&53&117&227&247&210&117&146\\190&85&36&146&178&117&20&170\\202&154&73&32&12&53&85&194\\206&190&130&117&85&174&182&219\end{bmatrix}}}
Da notare che il valore minimo (52) è ora 0 e il valore massimo (154) è ora 255.
|          |           |
| Original | Equalized |

### Immagine a grandezza piena
|  |  |
|  |  |